# George-Édouard Desbarats
Pour les articles homonymes, voir Desbarats.
George-Édouard-Amable Desbarats (Québec, 5 avril 1838 – Montréal, 18 février 1893), est un influent inventeur et imprimeur canadien.

## Biographie

### Jeunesse et formation
George-Édouard Desbarats nait à Québec le 5 avril 1838 de l'union de George-Paschal Desbarats, qui dirige l'imprimerie Desbarats, et Henriette Dionne. Il étudie au collège Holy Cross de Worcester dans le Massachusetts en 1846, au collège Sainte-Marie de Montréal et, en 1853, à l'Université Laval où il étudie le droit. Nommé au Barreau du Bas-Canada en 1859, il épouse la fille aînée du sénateur Joseph-Noël Bossé (en) en 1860. 

### Carrière

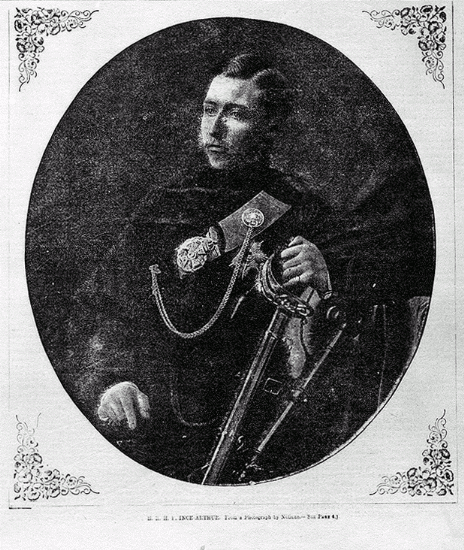
La première similigravure. Le prince Arthur William, duc de Connaught et Strathearn.
Parue dans le Canadian Illustrated News, le 24 octobre 1869

Malgré ses études en droit, George Desbarats consacre sa carrière à l'imprimerie. En 1865, il devient l'imprimeur de la reine, une responsabilité qu'il délaissera peu après. Durant les années 1860, il s'associe avec son père à l'inventeur William Augustus Leggo pour fonder la William A. Leggo Company. En 1864, après la mort de son père, il devient avec Leggo les seuls associés de la compagnie. C'est avec Leggo qu'il invente le procédé de similigravure qu’il appelle « photographie grenée » (granulate photography) : un procédé photographique permettant d'obtenir une reproduction d'un document en demi-teinte.
Après avoir accepté l'offre du premier ministre John A. Macdonald de devenir premier imprimeur officiel du Canada, il aide financièrement son associé à concevoir et utiliser les procédés de leggotypie  (cliché au trait par photogravure) et de photographie grenée. De ce soutien naîtra le Canadian Illustrated News en 1869. Il s'agit alors du premier périodique qui utilise la similigravure plutôt que d'avoir recours à des gravures faites à la main. À l'aube de la confédération, le Canadian Illustrated News agit comme un acteur important dans l'émergence du nationalisme canadien. Un an plus tard, le 1er janvier 1870, la première édition du magazine L'Opinion publique, le pendant francophone du Canadian Illustrated News, est publiée sous la responsabilité de Joseph-Adolphe Mousseau, Laurent-Olivier David et Georges-Edouard Desbarats, l'instigateur du projet. Ensemble, ces deux journaux publieront plus de 15 000 images, de personnalités, de lieux ou d'événements. Le Canadian Ilustrated News et L'Opinion publique seront publiés jusqu'à la fin décembre 1883,. En 1873, Desbarats fonde avec son associé William Leggo, le Daily Graphic dans la ville de New York. Il s'agit du premier quotidien publiant des photographies. Il fonde également d'autres périodiques canadiens tels que le Dominion Illustrated, en 1888, le Canadian Patent Office Record et le Mechanic's Magazine. Toujours en 1873, Desbarats est directeur, conjointement avec plusieurs autres acteurs du domaine de l'imprimerie, de la toute nouvelle compagnie de fabrication de caractères la Dominion Type Foundry qui prend la relève de la Montreal Type Foundry qui a fait faillite.

### Dernières années
George-Édouard Desbarats décède le 18 février 1893 à Montréal,. Les funérailles sont célébrés le 21 février 1893 à l'église du Gésu. Sa sépulture est située dans le Cimetière Notre-Dame-des-Neiges, à Montréal.

## Publication
1858 : L’esclavage dans l'antiquité et son abolition par le christianisme, étude faite devant le Cabinet de Lecture de Montréal